# Prefettura di Scutari
La prefettura di Scutari (in albanese: Qarku i Shkodrës) è una delle 12 prefetture dell'Albania.

## Municipalità
In seguito alla riforma amministrativa del 2015 la prefettura risulta composta dalle seguenti municipalità:
| Municipalità   | Ex-comuni (pre-2015)                                                                             | Distretto      |
| -------------- | ------------------------------------------------------------------------------------------------ | -------------- |
| Fushë Arrëz    | Blerim, Fierzë, Fushë Arrëz, Iballë, Qafë Mali                                                   | Pukë           |
| Malësi e Madhe | Gruemirë, Kastrat, Kelmend, Koplik, Qendër Koplik, Shkrel                                        | Malësi e Madhe |
| Pukë           | Gjegjan, Pukë, Qelëz, Qerret, Rrapë                                                              | Pukë           |
| Scutari        | Ana e Malit, Berdicë, Dajç, Gur i Zi, Postribë, Pult, Rrethinat, Shalë, Scutari, Shosh, Velipojë | Scutari        |
| Vau i Dejës    | Bushat, Hajmel, Shllak, Temal, Vau-Dejës, Vig Mnelë                                              | Scutari        |

Prima della riforma amministrativa la prefettura comprendeva i distretti di:
- Malësi e Madhe
- Pukë
- Scutari